# إميليو سوريانو الادرين
إميليو سوريانو ألادرين (بالإسبانية: Emilio Soriano Aladrén)‏ (ولد في 29 أكتوبر 1945 في سرقسطة) هو حكم كرة قدم إسباني متقاعد. وقد أشرف على مباراة واحدة في كأس العالم 1990، ومباراتين في بطولة أمم أوروبا، وواحدة في بطولة 1988 وواحدة في بطولة 1992 .

## روابط خارجية
- إميليو سوريانو الادرين على موقع Soccerway.com (الإنجليزية)